# Primera División de España 1968-69
La temporada 1968-69 de la Primera División de España de fútbol fue la 38.ª edición del campeonato. Se disputó entre el 14 de septiembre de 1968 y el 20 de abril de 1969.
El Real Madrid Club de Fútbol se proclamó campeón, por octava vez en los últimos nueve años.

## Sistema de competición
La Primera División de España 1968-69 fue organizada por la Real Federación Española de Fútbol.
Tomaron parte 16 equipos de toda la geografía española, encuadrados en un grupo único. Siguiendo un sistema de liga, se enfrentaron todos contra todos en dos ocasiones -una en campo propio y otra en campo contrario- durante un total de 30 jornadas. El orden de los encuentros se decidió por sorteo antes de empezar la competición.
La clasificación se estableció a razón del siguiente sistema de puntuación: dos puntos para el equipo vencedor de un partido, un punto para cada contendiente en caso de empate y cero puntos para el perdedor de un partido. 
El equipo que más puntos sumó se proclamó campeón de liga y obtuvo la clasificación para la siguiente edición de la Copa de Europa. Por su parte, el campeón de la Copa del Generalísimo obtuvo la clasificación para la Recopa de Europa de la UEFA.
Debido a la reestructuración de la Segunda División -de dos grupos a uno-, también se modificaron los ascensos y descensos entre Primera y Segunda. Se eliminó la promoción, de modo que los tres últimos clasificados de Primera fueron descendidos directamente a la Segunda División para la siguiente temporada, siendo reemplazados por los tres primeros clasificados de la categoría de plata.

## Equipos participantes
Esta temporada participaron 16 equipos.
| Equipo                           | Ciudad                   | Estadio           | Aforo  |
| -------------------------------- | ------------------------ | ----------------- | ------ |
| Club Atlético de Bilbao          | Bilbao                   | San Mamés         | 41.400 |
| Club Atlético de Madrid          | Madrid                   | Manzanares        | 70.000 |
| Club de Fútbol Barcelona         | Barcelona                | Camp Nou          | 90.138 |
| Córdoba Club de Fútbol           | Córdoba                  | El Arcángel       | 23.800 |
| Real Club Deportivo de La Coruña | La Coruña                | Riazor            | 22.182 |
| Elche Club de Fútbol             | Elche                    | Altabix           | 12.000 |
| Real Club Deportivo Español      | Barcelona                | Sarriá            | 37.618 |
| Granada Club de Fútbol           | Granada                  | Los Cármenes      | 12.700 |
| Unión Deportiva Las Palmas       | Las Palmas de G. Canaria | Insular           | 20.000 |
| Club Deportivo Málaga            | Málaga                   | La Rosaleda       | 11.734 |
| Pontevedra Club de Fútbol        | Pontevedra               | Pasarón           | 19.500 |
| Real Madrid Club de Fútbol       | Madrid                   | Santiago Bernabéu | 90.123 |
| Real Sociedad de Fútbol          | San Sebastián            | Atocha            | 25.443 |
| Centro de Deportes Sabadell      | Sabadell                 | Nova Creu Alta    | 20.000 |
| Valencia Club de Fútbol          | Valencia                 | Mestalla          | 53.436 |
| Real Zaragoza Club Deportivo     | Zaragoza                 | La Romareda       | 32.416 |

Fuente: Anuario de la RFEF

## Clasificación
| Pos. | Equipo                    | Pts. | PJ | G  | E  | P  | GF | GC | Dif. | Clasificación                   |
| ---- | ------------------------- | ---- | -- | -- | -- | -- | -- | -- | ---- | ------------------------------- |
| 1    | Real Madrid C. F. (C)     | 47   | 30 | 18 | 11 | 1  | 46 | 21 | +25  | Clasifica a la Copa de Europa   |
| 2    | U. D. Las Palmas          | 38   | 30 | 15 | 8  | 7  | 45 | 34 | +11  | Clasifica a la Copa de Ferias   |
| 3    | C. F. Barcelona           | 36   | 30 | 13 | 10 | 7  | 40 | 18 | +22  | Clasifica a la Copa de Ferias   |
| 4    | C. D. Sabadell C. F.      | 32   | 30 | 10 | 12 | 8  | 33 | 34 | −1   | Clasifica a la Copa de Ferias   |
| 5    | Valencia C. F.            | 31   | 30 | 10 | 11 | 9  | 36 | 39 | −3   | Clasifica a la Copa de Ferias   |
| 6    | Atlético de Madrid        | 30   | 30 | 10 | 10 | 10 | 40 | 37 | +3   |                                 |
| 7    | Real Sociedad             | 29   | 30 | 10 | 9  | 11 | 36 | 33 | +3   |                                 |
| 8    | Granada C. F.             | 29   | 30 | 11 | 7  | 12 | 26 | 38 | −12  |                                 |
| 9    | Elche C. F.               | 29   | 30 | 7  | 15 | 8  | 25 | 23 | +2   |                                 |
| 10   | R. C. Deportivo La Coruña | 28   | 30 | 11 | 6  | 13 | 39 | 44 | −5   |                                 |
| 11   | Atlético de Bilbao        | 28   | 30 | 10 | 8  | 12 | 42 | 46 | −4   | Clasifica a la Recopa de Europa |
| 12   | Pontevedra C. F.          | 27   | 30 | 7  | 13 | 10 | 20 | 23 | −3   |                                 |
| 13   | Real Zaragoza             | 26   | 30 | 8  | 10 | 12 | 36 | 36 | 0    |                                 |
| 14   | C. D. Málaga (D)          | 25   | 30 | 9  | 7  | 14 | 37 | 42 | −5   | Descenso a Segunda División     |
| 15   | R. C. D. Español (D)      | 24   | 30 | 8  | 8  | 14 | 29 | 36 | −7   | Descenso a Segunda División     |
| 16   | Córdoba C. F. (D)         | 21   | 30 | 5  | 11 | 14 | 31 | 57 | −26  | Descenso a Segunda División     |

 Fuente: BDFutbol
Criterios de clasificación: Puntos · Diferencia de goles · Goles a favor · Play-off

### Evolución de la clasificación
| Equipo / Jornada       | 1  | 2  | 3  | 4  | 5  | 6  | 7  | 8  | 9  | 10 | 11 | 12 | 13 | 14 | 15 | 16 | 17 | 18 | 19 | 20 | 21 | 22 | 23 | 24 | 25 | 26 | 27 | 28 | 29 | 30 |
| Equipo / Jornada       |    |    |    |    |    |    |    |    |    |    |    |    |    |    |    |    |    |    |    |    |    |    |    |    |    |    |    |    |    |    |
| ---------------------- | -- | -- | -- | -- | -- | -- | -- | -- | -- | -- | -- | -- | -- | -- | -- | -- | -- | -- | -- | -- | -- | -- | -- | -- | -- | -- | -- | -- | -- | -- |
| Real Madrid            | 2  | 1  | 1  | 1  | 1  | 1  | 1  | 1  | 1  | 1  | 1  | 1  | 1  | 1  | 1  | 1  | 1  | 1  | 1  | 1  | 1  | 1  | 1  | 1  | 1  | 1  | 1  | 1  | 1  | 1  |
| UD Las Palmas          | 6  | 2  | 4  | 2  | 3  | 2  | 2  | 3  | 2  | 2  | 2  | 2  | 2  | 2  | 3  | 2  | 2  | 2  | 2  | 2  | 2  | 2  | 2  | 2  | 2  | 2  | 2  | 2  | 2  | 2  |
| CF Barcelona           | 9  | 8  | 6  | 3  | 6  | 4  | 3  | 2  | 3  | 3  | 3  | 3  | 3  | 3  | 2  | 3  | 3  | 3  | 3  | 3  | 3  | 3  | 3  | 3  | 3  | 3  | 3  | 3  | 3  | 3  |
| CD Sabadell            | 7  | 3  | 7  | 4  | 8  | 6  | 5  | 4  | 4  | 6  | 5  | 5  | 7  | 8  | 7  | 7  | 7  | 5  | 7  | 7  | 7  | 9  | 6  | 7  | 6  | 5  | 4  | 4  | 4  | 4  |
| Valencia CF            | 14 | 9  | 11 | 9  | 11 | 11 | 9  | 9  | 9  | 9  | 9  | 9  | 8  | 6  | 5  | 5  | 5  | 7  | 6  | 5  | 5  | 7  | 5  | 6  | 4  | 4  | 5  | 7  | 5  | 5  |
| Atlético de Madrid     | 10 | 12 | 13 | 11 | 13 | 10 | 10 | 10 | 15 | 11 | 10 | 11 | 9  | 9  | 9  | 8  | 11 | 9  | 11 | 9  | 10 | 4  | 7  | 4  | 7  | 7  | 7  | 5  | 8  | 6  |
| Real Sociedad          | 8  | 10 | 8  | 8  | 7  | 5  | 7  | 5  | 5  | 4  | 4  | 4  | 6  | 7  | 6  | 6  | 6  | 4  | 4  | 4  | 4  | 5  | 9  | 9  | 9  | 8  | 8  | 8  | 6  | 7  |
| Granada CF             | 11 | 16 | 14 | 15 | 14 | 15 | 16 | 12 | 10 | 10 | 11 | 10 | 11 | 11 | 11 | 14 | 12 | 13 | 12 | 12 | 12 | 12 | 15 | 12 | 12 | 12 | 10 | 10 | 10 | 8  |
| Elche CF               | 1  | 4  | 3  | 6  | 4  | 8  | 8  | 6  | 7  | 5  | 6  | 6  | 5  | 4  | 4  | 4  | 4  | 6  | 5  | 8  | 9  | 10 | 8  | 10 | 10 | 10 | 12 | 11 | 11 | 9  |
| Deportivo de La Coruña | 13 | 15 | 16 | 16 | 16 | 13 | 12 | 14 | 14 | 15 | 14 | 13 | 13 | 13 | 13 | 10 | 13 | 11 | 9  | 10 | 6  | 8  | 10 | 8  | 5  | 6  | 6  | 6  | 7  | 10 |
| Atlético de Bilbao     | 4  | 6  | 9  | 12 | 15 | 16 | 15 | 13 | 11 | 12 | 12 | 12 | 12 | 12 | 12 | 9  | 9  | 8  | 8  | 6  | 11 | 6  | 4  | 5  | 8  | 9  | 9  | 9  | 9  | 11 |
| Pontevedra CF          | 5  | 7  | 5  | 7  | 5  | 3  | 4  | 7  | 8  | 8  | 8  | 8  | 10 | 10 | 10 | 12 | 8  | 10 | 14 | 14 | 14 | 14 | 13 | 11 | 11 | 11 | 11 | 12 | 12 | 12 |
| Real Zaragoza          | 15 | 14 | 12 | 13 | 9  | 12 | 11 | 11 | 16 | 16 | 15 | 15 | 16 | 15 | 15 | 15 | 15 | 15 | 15 | 15 | 15 | 15 | 14 | 15 | 15 | 13 | 14 | 13 | 13 | 13 |
| CD Málaga              | 3  | 5  | 2  | 5  | 2  | 7  | 6  | 8  | 6  | 7  | 7  | 7  | 4  | 5  | 8  | 11 | 10 | 12 | 10 | 11 | 8  | 11 | 11 | 13 | 13 | 15 | 13 | 15 | 15 | 14 |
| RCD Español            | 12 | 13 | 10 | 14 | 10 | 9  | 14 | 15 | 13 | 13 | 13 | 14 | 14 | 14 | 14 | 13 | 14 | 14 | 13 | 13 | 13 | 13 | 12 | 14 | 14 | 14 | 15 | 14 | 14 | 15 |
| Córdoba CF             | 16 | 11 | 15 | 10 | 12 | 14 | 13 | 16 | 12 | 14 | 16 | 16 | 15 | 16 | 16 | 16 | 16 | 16 | 16 | 16 | 16 | 16 | 16 | 16 | 16 | 16 | 16 | 16 | 16 | 16 |

## Resultados
| Local \ Visitante         | ATH | ATM | BAR | COR | DEP | ELC | ESP | GRA | LAS | MAL | PON | RMA | RSO | SAB | VAL | ZAR |
| ------------------------- | --- | --- | --- | --- | --- | --- | --- | --- | --- | --- | --- | --- | --- | --- | --- | --- |
| Atlético de Bilbao        | —   | 0–2 | 1–1 | 3–0 | 2–3 | 1–1 | 1–0 | 4–2 | 2–1 | 4–3 | 2–2 | 0–1 | 3–1 | 2–1 | 1–2 | 3–0 |
| Atlético de Madrid        | 4–4 | —   | 0–1 | 1–2 | 5–1 | 0–0 | 1–0 | 1–0 | 1–1 | 4–1 | 1–0 | 0–1 | 1–0 | 2–2 | 2–2 | 1–0 |
| C. F. Barcelona           | 0–1 | 4–1 | —   | 4–0 | 4–1 | 1–1 | 1–0 | 4–0 | 1–2 | 1–0 | 1–0 | 1–1 | 0–0 | 2–0 | 1–1 | 4–0 |
| Córdoba C. F.             | 1–1 | 0–3 | 2–1 | —   | 0–0 | 0–0 | 5–0 | 1–1 | 3–4 | 2–2 | 3–1 | 2–2 | 1–1 | 0–1 | 2–0 | 0–1 |
| R. C. Deportivo La Coruña | 1–0 | 3–1 | 1–0 | 1–0 | —   | 4–2 | 1–1 | 4–0 | 2–0 | 2–0 | 2–0 | 2–4 | 1–1 | 1–1 | 1–2 | 0–1 |
| Elche C. F.               | 1–1 | 2–2 | 1–2 | 4–1 | 2–0 | —   | 1–0 | 0–1 | 0–0 | 0–0 | 0–0 | 1–0 | 0–0 | 3–0 | 0–0 | 0–0 |
| R. C. D. Español          | 2–0 | 3–2 | 0–0 | 3–0 | 4–0 | 1–1 | —   | 0–0 | 1–2 | 2–1 | 2–1 | 1–1 | 1–0 | 1–1 | 0–1 | 3–1 |
| Granada C. F.             | 1–0 | 2–0 | 1–0 | 3–0 | 1–0 | 1–0 | 1–0 | —   | 2–2 | 2–0 | 0–0 | 0–0 | 0–0 | 0–1 | 3–0 | 1–0 |
| U. D. Las Palmas          | 1–1 | 2–1 | 0–0 | 4–0 | 2–1 | 1–1 | 1–0 | 1–0 | —   | 3–1 | 1–0 | 0–1 | 4–0 | 3–1 | 2–1 | 2–1 |
| C. D. Málaga              | 4–0 | 0–0 | 0–3 | 1–1 | 3–1 | 1–0 | 4–0 | 0–0 | 2–0 | —   | 2–1 | 1–2 | 1–0 | 4–2 | 4–1 | 1–1 |
| Pontevedra C. F.          | 1–0 | 0–0 | 0–1 | 0–0 | 0–0 | 0–1 | 1–0 | 1–0 | 3–0 | 1–0 | —   | 0–0 | 1–0 | 0–0 | 2–0 | 0–0 |
| Real Madrid C. F.         | 2–1 | 0–0 | 2–1 | 2–0 | 2–1 | 1–1 | 3–1 | 2–1 | 2–0 | 2–0 | 2–2 | —   | 2–1 | 5–3 | 0–0 | 2–0 |
| Real Sociedad             | 2–0 | 2–2 | 2–1 | 5–1 | 1–3 | 1–0 | 2–1 | 5–1 | 1–0 | 1–0 | 0–0 | 0–2 | —   | 1–1 | 4–0 | 2–1 |
| C. D. Sabadell            | 1–1 | 0–1 | 0–0 | 4–0 | 0–0 | 3–0 | 1–0 | 2–1 | 1–1 | 2–1 | 1–1 | 0–0 | 1–0 | —   | 2–1 | 1–0 |
| Valencia C. F.            | 5–1 | 2–1 | 0–0 | 2–2 | 2–1 | 1–0 | 2–2 | 4–1 | 2–2 | 0–0 | 2–0 | 0–1 | 2–1 | 0–0 | —   | 0–0 |
| Real Zaragoza C. D.       | 0–2 | 2–0 | 0–0 | 2–2 | 3–1 | 0–2 | 0–0 | 6–0 | 2–3 | 4–0 | 2–2 | 1–1 | 2–2 | 3–0 | 3–1 | —   |

## Máximos goleadores (Trofeo Pichichi)
Amancio y Gárate compartieron el Trofeo Pichichi al máximo goleador del campeonato.
| Pos. | Jugador              | Equipo                 | Goles |
| ---- | -------------------- | ---------------------- | ----- |
| 1º   | Amancio Amaro        | Real Madrid            | 14    |
|      | José Eulogio Gárate  | Atlético de Madrid     | 14    |
| 3º   | Sebastián Fleitas    | CD Málaga              | 13    |
| 4º   | José Manuel León     | UD Las Palmas          | 11    |
|      | José Antonio Zaldúa  | CF Barcelona           | 11    |
|      | Antonio Eduardo Beci | Deportivo de La Coruña | 11    |